# Лаура Брент
Лаура Брент (англ. Laura Brent) — австралійська акторка, відома за роллю Лілліанділ у фільмі Хроніки Нарнії: Підкорювач Світанку.

## Біографія
Народилася в Мельбурні. Брент відвідувала Національний інститут драматичного мистецтва, де навчалася як акторка та співачка, який закінчила в 2007 р. Дебютувала на екрані в 2009 р. в короткометражному фільмі Послання генерального директора, зробила появи, як гостя, у т/с Картинки Чендона, Легенда про Шукача і Порятунок: Спеціальні опції. У 2010 році р. Лаура зросла до міжнародної популярності, коли дебютувала в кіно в ролі Лілліанділ в третій частині серії фільмів Хронік Нарнії, Підкорювач Світанку.

## Фільмографія

### Фільми
| Рік  | Назва                               | Роль       |
| ---- | ----------------------------------- | ---------- |
| 2010 | Хроніки Нарнії: Підкорювач Світанку | Лілліанділ |
| 2011 | Палаюча людина                      | Медсестра  |
| 2012 | Весільний розгром                   | Міа Рамме  |
| 2012 | Допоможіть стати батьком            | Еріка      |
| 2014 | Зцілення                            | Стейсі     |
| 2018 | Вінчестер                           | Рубі       |
| 2021 | Мортал Комбат                       | Еліссон    |

### Телебачення
| Рік  | Назва                       | Роль              | Примітки   |
| ---- | --------------------------- | ----------------- | ---------- |
| 2009 | Картинки Чендона            | Сара              | 4 епізоди  |
| 2010 | Легенда про Шукача          | Далія             | 3 епізоди  |
| 2010 | Порятунок: Спеціальні опції | Кетрін Вітні      | 1 епізод   |
| 2011 | Дикі хлопці                 | Шарлотта Кенеалті | 2 епізоди  |
| 2014 | ANZAC Girls                 | Сестра Елсі Кук   | 6 епізодів |

### Короткометражні фільми
| Рік  | Назва                               | Роль            |
| ---- | ----------------------------------- | --------------- |
| 2009 | Послання від генерального директора | Дівчина         |
| 2012 | Аніма                               | Джойселін Мерфі |